# Ким Док Хун
Ким Док Хун (кор. 김덕훈; род. 1961, Корейская Народно-Демократическая Республика) — северокорейский политик, председатель Кабинета министров КНДР с 13 августа 2020 до 29 декабря 2024 года. Член Политбюро ЦК ТПК.

## Биография
До 2016 года Ким Док Хун был членом Центрального комитета ТПК. 11 апреля 2019 года стал членом Политбюро ЦК ТПК и руководит отделом по работе с кадрами. Вероятно, заслужил признание Ким Чен Ына, раскрыв коррупционный скандал, связанный с учебными заведениями в феврале 2020 года. В апреле 2020 года возглавил бюджетный комитет Верховного народного собрания.
13 августа 2020 года, в связи с распространением COVID-19 и наводнением в южной части страны, Ким Чен Ын назначил его председателем Кабинета Министров КНДР, а затем — членом президиума Политбюро ЦК ТПК.
С 2022 года является одним из наиболее высокопоставленных чиновников в КНДР. 